# Empty Sky
Empty Sky è il primo album dell'artista britannico Elton John, pubblicato il 3 giugno 1969.

## Il disco
Fu prodotto con un budget molto basso in seno alla Dick James Music Records. Steve Brown, che non era nemmeno un produttore, notò le abilità compositive e stilistiche di Elton, all'epoca impegnato nella composizione di brani di altri artisti, e dopo aver convinto il figlio di Dick James a investire una somma nel giovanissimo talento, spinse personalmente quest'ultimo a sfornare un proprio LP, anche se con mezzi di fortuna e musicisti interni alla compagnia. Elton e Bernie accettarono e tra il dicembre del 1968 e l'aprile del 1969 questo proposito divenne una realtà. La title track era un pezzo rock progressivo e rock psichedelico di otto minuti e più che altro metteva in evidenza l'armonicista Graham Vickery, mentre in Val-Hala spiccavano il clavicembalo di Elton e il testo mitologico di Taupin. In Western Ford Gateway cominciava a venir fuori la passione di Bernie per l'America, mentre Hymn 2000, dal testo profondamente enigmatico, metteva in evidenza il flautista Don Fay. In Lady What's Tomorrow? il batterista era Nigel Olsson, che più tardi diventerà membro della Elton John Band. Altri musicisti di rilievo erano Caleb Quaye, Roger Pope, Tony Murray. Comunque, la traccia sorprendente dell'album rimaneva Skyline Pigeon, riconosciuta da Elton e Bernie come la loro prima vera grande canzone. Il tutto si chiudeva con Gulliver/Hay Chewed/Reprise.
Fu distribuito esclusivamente in Inghilterra e le vendite furono molto limitate, anche se sarà poi considerato dalla critica come un grande album d'esordio. Furono distribuiti anche dei singoli non facenti parte dell'album (poi inclusi nella versione rimasterizzata del 1995): Lady Samantha/All Across the Havens e It's Me That You Need/Just Like Strange Rain.
Solo nel 1975, quando Elton era già diventato una grande superstar internazionale, Empty Sky fu distribuito (con in copertina un disegno di Folon) negli Stati Uniti, dove raggiunse peraltro la sesta posizione in classifica; intanto era stato stampato il bootleg Gulliver's Gone, copia pirata dell'album.

## Tracce
Tutte le canzoni sono firmate Elton John/Bernie Taupin.
Nella versione rimasterizzata del 1995 si legge erroneamente 'It's Hay Chewed'.
1. Empty Sky - 8:29
2. Val-Hala - 4:12
3. Western Ford Gateway - 3:15
4. Hymn 2000 - 4:29
5. Lady, What's Tomorrow? - 3:09
6. Sails - 3:45
7. The Scaffold - 3:18
8. Skyline Pigeon - 3:37
9. Gulliver/Hay Chewed/Reprise - 6:59
10. Lady Samantha - 3:02 (*)
11. All Across the Havens - 2:52 (*)
12. It's Me That You Need - 4:04 (*)
13. Just Like Strange Rain - 3:44 (*)

(*) incluse nella versione rimasterizzata del 1995.

## Formazione
- Elton John - voce, pianoforte, organo, Fender Rhodes, clavicembalo
- Caleb Quaye - chitarra, batteria, congas
- Tony Murray - basso
- Nigel Olsson - batteria (in Lady, What's Tomorrow?)
- Don Fay - sax, flauto
- Graham Vickery - armonica a bocca
- Clive Franks - fischio

## Classifiche
Album - Billboard (America del Nord)
| Anno | Classifica | Posizione |
| ---- | ---------- | --------- |
| 1975 | Pop Albums | 6         |